# Jan Nepomucen Kurowski
Jan Nepomucen Kurowski (ur. 15 maja 1783, Bielejewo (pow. jarociński) lub Chaławy (pow. kościański), zm. 22 sierpnia 1866 w Warszawie) – polski agronom, pisarz zajmujący się tematyką rolniczą oraz popularyzator wiedzy rolniczej. Założył i redagował "Tygodnik Rolniczo-Technologiczny". Był autorem wielu podręczników i poradników. Już na początku XIX wieku Kurowski propagował wprowadzanie płodozmianu na ziemiach polskich.
Członek honorowy Towarzystwa Rolniczego w Królestwie Polskim w 1858 roku. Członek korespondent Galicyjskiego Towarzystwa Gospodarskiego (1857-1863).
Spoczywa na cmentarzu Powązkowskim w Warszawie (kwatera 125-6-2/3).